# Шпиркелбах
Шпиркелбах (њем. Spirkelbach) општина је у њемачкој савезној држави Рајна-Палатинат. Једно је од 84 општинска средишта округа Југозападни Палатинат. Према процјени из 2010. у општини је живјело 704 становника. Посједује регионалну шифру (AGS) 7340049.

## Географски и демографски подаци
Шпиркелбах се налази у савезној држави Рајна-Палатинат у округу Југозападни Палатинат. Општина се налази на надморској висини од 230 метара. Површина општине износи 6,9 km². У самом мјесту је, према процјени из 2010. године, живјело 704 становника. Просјечна густина становништва износи 102 становника/km².